# سميرة فرجي
سميرة فرجي (مواليد 5 مارس 1966 في وجدة)، هي شاعرة ومحامية مغربية، شاركت في عدة ندوات فكرية، ومهرجانات أدبية مغربية وعربية، كما نشرت أبحاثها وقصائدها في عدة منابر إعلامية أدبية داخل المغرب وخارجه.  

## مسارها
حاصلة على الإجازة من كلية العلوم القانونية والاقتصادية والإجتماعية بجامعة محمد الأول بــوجــدة بالمملكة المغربية وعلى شهادة الأهلية في المحاماة و هي محامية مقبولة لدى محكمة النقض وعضو بالنقابة الحرة للموسيقيين المغاربة .

## من مؤلفاتها
دواوينها الشعرية :
- «صرخة حارك» (مطبعة المعرف - الرباط، عام 2010م).
- «رسائل النار والماء» (تقديم عميد الأدب المغربي الدكتور عباس الجراري- مطبعة المعارف الرباط، عام 2013م.)
- «مواويل الشجن» (مطبعة المعارف الرباط عام 2015م).
- «رسالة للأمم المتحدة» (مطبعة أنفو برانت - فاس، عام 2017م).
- تناول شعرها بالدراسة والتحليل عدد من النقاد من داخل المغرب وخارجه.
- تُرجم شعرها إلى عدة لغات عالمية منها: الفرنسية والإنجليزية والإسبانية و الأمازيغية والألمانية، والتركية والأندونيسية.

## الجوائز والتتويجات
- تُوجت يوم 17 أبريل 2017، بلقب سيدة العام في حفل كبير نظمه مجلس مدينة فاس وجمعية بوابة فاس بالعاصمة العلمية للمغرب بمناسبة اليوم العالمي للمرأة.
- تُوجت بتاريخ 02 مارس 2019 بلقب سيدة الشعر العربي من طرف المركز الأكاديمي للثقافة والدراسات المغاربية والشرق أوسطية والخليجية والنادي الجراري بالعاصمة الرباط .

- تغنى بأشعارها مجموعة من مطربي العالم العربي نذكر منهم:
  - المطربة اللبنانية العالمية غادة شبير.
  - المطرب التونسي لطفي بوشناق.
  - المطرب المغربي فؤاد طرب.